# Anna Sui
Anna Sui (укр. Анна Суі, трад. кит.: 蕭志美, спрощ: 萧志美, Піньїнь: Xiāo Zhìměi, яп.: アナスイ) (народилась 4 серпня 1964 року) — американська модельєрка. Анну названо однією з п'яти «ікон моди десятиліття», а 2009 року вона отримала премію Джеффрі Біна від Ради модних дизайнерів Америки (CFDA), почавши співпрацю з Yves Saint Laurent, Giorgio Armani, Ralph Lauren, і Діаною фон Фюрстенберг. Її бренд включає кілька модних ліній взуття, косметики, парфюмів, окулярів, ювелірних виробів, аксесуарів, подарунків тощо.
Продукти торгової марки Anna Sui продаються в більш ніж 50 країнах. У 2006 році, за оцінками Fortune сумарну вартість дому моди Sui оцінено в $ 400 млн.

## Дитинство
Анна народилась в Детройті, штат Мічиган. Вона почала цікавитися модою ще в дитинстві, вирізаючи з модних журналів моделі одягу, а потім заповнювала ними свої папки. Саме ці вирізки згодом послужили натхненням для створення власних колекцій одягу. Після переїзду до Нью-Йорку Анна навчалася в коледжі мистецтва та дизайну Парсонс.

## Кар'єра
Після закінчення коледжу Анна працювала в багатьох компаніях спортивного одягу для дітей. У той час вона почала пробувати створювати власний одяг вдома. За підтримки своїх подруг, Наомі Кемпбелл і Лінди Євангелісти вона організувала свій перший показ, це сталось 1991 року. Завдяки тому, що ці дві моделі були на пікові популярності того часу, колекція Анни стала популярною і була помічена ЗМІ.
Згодом Анна відкрила свій бутік на 113 Greene Street в нью-йоркському районі Сохо. Цей магазин зі стінами кольору лаванди, червоною підлогою, антикварними меблями чорного кольору і головами манекенів, став центром модниць в Сохо і вдало характеризував саму Анну. Крім того, бренд Анни Суї також переріс на міжнародний рівень, розвиваючись на американському, європейському, азійському і близькосхідному ринках. Її культові покази мод, з рок-музикою зазвичай влаштовують в наметі в Брайант-парку напередодні тижня моди.

## Досягнення

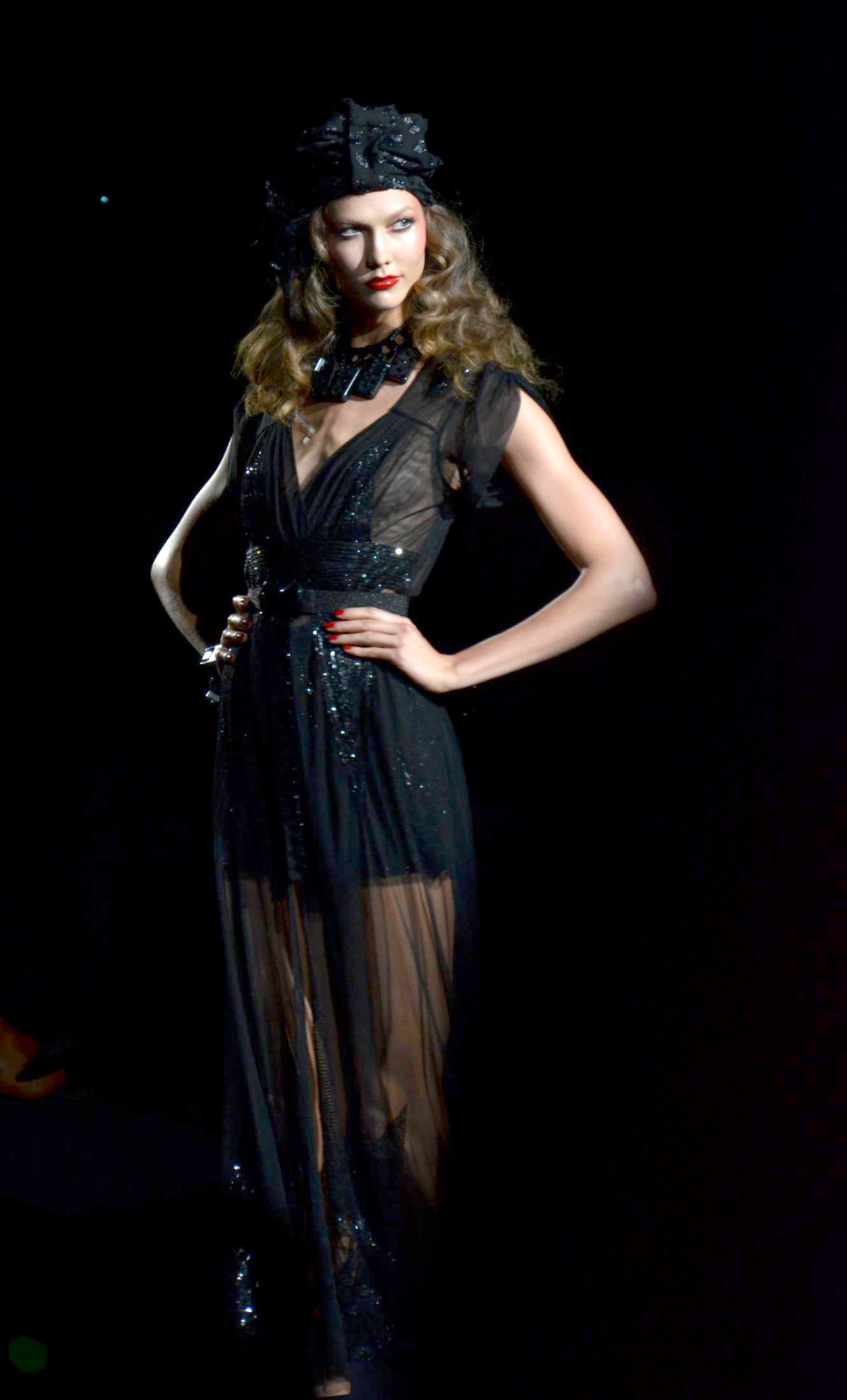
Карлі Клосс позує на злітно-посадкової смуги на виставці Anna Sui в вересні 2011 року.

Газета Нью-Йорк Таймс назвала Анну Суї дизайнером, який ніколи довго не зважує всі за і проти, а просто творить. Також Ганна увійшла в топ-лист п'яти кращих ікон моди десятиліття, складений журналом Time. В 2009 році Суї отримала нагороду Америки Джеффрі Бін — «Lifetime Achievement», вручену їй Радою модельєрів. Ця нагорода вручається за внесок в американську моду видатними людьми.
У 2004 році Анна Суї почала розробляти нову лінію одягу під назвою «Dolly Girl», призначену для дітей.
У 2006 році журнал зі списку Fortune оцінив бренд Анни Суї в більш ніж 400 мільйонах доларів.
У 2010 році Анна Суї представила свою колекцію на фінальному показі шоу America's Next Top Model.
Одяг Анни приваблює багатьох зірок, таких як Періс Гілтон, Блейк Лайвлі, Патриція Аркетт, Міша Бартон, Крістіна Річчі, Шер, герцогиня Кембриджська, Ліндсі Лоан і тощо.

## Інші лінії
Туфлі Анни Суї вперше були продемонстровані на осінньому показі в 1994 році. Зроблені в Венеції, туфлі підходять як для дня, так і для вечора, для них використовуються такі матеріали, як оксамит, шовк, лакована шкіра змії і ящірки, замша і овеча шерсть.
У 2009 Суї була співпрацювала з компанією Target, щоб створити лінію одягу, що комбінує стиль Верхнього Іст-Сайду, надихнувшись серіалом «Пліткарка». Ця колекція обмеженим тиражем була доступна в вересні протягом декількох тижнів. Дитяча лінія, відома як «Анна Суї Міні», дебютувала на початку 2009 року.
Далі Анна працювала над лінією телефонів Samsung, підписавши контракт з компанією Samsung Electronics.